# Толкин Блэк
Толкин Блэк (Tolkien Black), иногда Токен Уильямс (Token Williams), до 313 эпизода Токен (Token) — персонаж анимационного сериала «Южный Парк», до эпизода 512 «Приходят соседи» (англ. Here Comes the Neighborhood) и с 513 по 1607 «Картман находит любовь» (англ. Cartman finds love) единственный чёрный ребёнок в городе. Его первоначальное имя переводится с английского как «типичный чёрный» (см. также tokenism). На примере Толкина в сериале многократно пародируются стереотипы, связанные с афроамериканцами.

## История
До эпизода «В погоне за рейтингами» имя героя было Толкин Уильямс; в этом и последующих эпизодах он носит фамилию Блэк. Начиная с шестого эпизода он, как и другие персонажи, начинает играть более заметную роль в сериале. Кроме различных стереотипов, в связи с Толкином часто обыгрывается тема расизма. После ухода из жизни Шефа и до появления семьи Николь Толкин и его родители были единственными чернокожими жителями города. В качестве насмешки над распространённым стереотипом семья Толкина — самые богатые люди в городе.
В эпизоде «Тяжелый христианский рок» Картман говорит Толкину, что все черные умеют играть на бас-гитаре. Тут же выясняется, что Толкин, сам того не зная, хранит бас-гитару в подвале своего дома и умеет неплохо на ней играть. Множество других стереотипов, которые Картман озвучивает в этом эпизоде, выводят Толкина из себя и в конце эпизода он избивает Эрика. Кроме владения музыкальными инструментами, Толкин ещё и прекрасно поет, что выясняется в эпизоде «Винг» (Картман по этому поводу говорит «Естественно, он же чёрный»). Толкин побеждает на детском конкурсе талантов и зарабатывает 200 долларов, выступая на конкурсе «Мисс Колорадо». Затем он теряет свои деньги, заключая грабительский контракт с музыкальным агентом, и в итоге зарабатывает денег на дорогу домой, разнося выпивку на свадьбе сына Сильвестра Сталлоне.
Также Толкин, наряду со Стэном и Кайлом, отличается наименьшей восприимчивостью к попыткам Картмана им манипулировать, возможно в силу своей собственной «крутости» и к большой досаде Картмана.
В эпизоде «Изюминки», Венди бросает Стэна и начинает встречаться с Толкином, однако их отношения продолжались недолго; Венди пытается возобновить отношения со Стэном в эпизоде «Следи за яйцом!», окончательно возобновляя в серии «Список».
В эпизоде «Освободите Виллзиака», когда дети маскируют лица чёрной краской, готовясь к похищению кита, Толкин появляется с «замаскированным» белой краской лицом.
В эпизоде «Большой Эл-гомосек и его гомояхта», когда Толкина показывают на трибуне, сидящим за Джимбо и мистером Гаррисоном, у него белое лицо, что, в сочетании с черными волосами и причёской, делает его похожим на белого.
В эпизоде «Следи за яйцом!» мистер Гаррисон даёт Толкину яйцо не с белой скорлупой, как остальным, а с коричневой.
В эпизоде «Извинения перед Джесси Джексоном» Стэн пытается извиниться перед Толкином за то, что его отец сказал слово «ниггер» на телепередаче.
В эпизоде «Картман находит любовь» он влюбляется в новенькую девочку Николь.
В эпизоде «Спецвыпуск в пандемию», когда Картман и Кайл устроили драку в классе, один из полицейских начал стрелять и попал в руку Толкину. Мистер Маки, однако, на собрании соврал родителям учеников, что Толкин на самом деле заболел коронавирусом и был госпитализирован в больницу.
В эпизоде «Большой сговор» выясняется, что на самом деле его зовут Толкин в честь писателя Дж. Р. Р. Толкина, так как его отец очень сильно любит «Властелин колец». Сам Толкин признается, что его ни «Властелин колец», ни что-либо, связанное с фантастикой не интересуют.

## Внешний облик
Толкин является афроамериканцем. Он носит фиолетовую футболку с оранжевой буквой «Т»(Т — Толкин) и тёмно-синие брюки.